# Abraham Poincheval
Abraham Poincheval (* 1972 in Alençon) ist ein französischer Performancekünstler. Er wuchs in Mayenne auf und studierte an den Kunsthochschulen in Le Mans und Nantes. Er lebt heute in Marseille. Abraham Poincheval erweitert bei seinen ungewöhnlichen Performances seine körperlichen und mentalen Grenzen. Die Erfahrung von Eingeschlossensein, Bewegungslosigkeit oder Sinneseinschränkung ist für ihn ein Mittel, die Welt und die menschliche Natur zu erforschen.

## Aktionen
Poincheval verbrachte 2014 dreizehn Tage im Pariser Jagd- und Naturmuseum, eingenäht im Inneren eines ausgestopften Bären, um so die Verbindung zu den Vorfahren und der Tierwelt zu erforschen. Die Versorgung war an den Ernährungsgewohnheiten eines Bären orientiert. Pilze, Körner, Insekten und Fisch wurden getrocknet und in Plastiktüten verpackt dem Künstler beigegeben.
Bei einer anderen Aktion trieb er Ende Juli 2015 als Flaschenpost die Rhône hinunter. Die Route begann in der Schweiz und endete in Lyon. Im Inneren der 6 Meter langen und 2 Meter breiten Glasflasche herrschten teilweise Temperaturen bis zu 50 Grad. Während der mehrmonatigen Reise legte der Künstler immer wieder Stops ein, um der Bevölkerung sein Projekt zu zeigen und Kontakt aufzunehmen. In Villeurbanne wurde im IAC centre d’art contemporain ein Basislager errichtet, von wo aus Gespräche über Skype möglich waren. Sowohl der Bär als auch die Glasflasche können im Museum besichtigt werden.
Am 22. Februar 2017 ließ Poincheval sich im Museum Palais de Tokyo, Paris, für die Dauer von acht Tagen im Inneren eines zwölf Tonnen schweren Felsblocks aus Kalkstein in Sitzhaltung einschließen. Das Experiment endete planmäßig am 1. März 2017. Als Motiv für die Aktion benennt Poincheval den Wunsch, die mineralische Welt zu erforschen und zu erfahren, wie weit man sein Selbst verändern kann.
Ab dem 29. März 2017 brütete Poincheval für 21 bis 26 Tage im Palais de Tokyo in Paris etwa ein Dutzend Hühnereier aus. Hierbei saß er in eine Decke gehüllt, in einem Plexiglaskasten auf einer Art Brutstuhl. Über dem Stuhl war eine Lampe angebracht. Zur Zerstreuung dienten einige Bücher. Die Aktion war beendet, als alle Küken ausgeschlüpft waren. Nach dem Schlüpfen wurden die Küken auf einen Bauernhof in die Normandie gebracht. Die besondere Schwierigkeit der Aktion sieht der Künstler darin, dass er während dieser Performance zum ersten Mal unmittelbar für das Publikum beobachtbar ist.
Am 2. Juni 2018 ließ sich Poincheval im Museums von Aurignac für eine Woche in eine 3,20 m hohe Statue aus Lärchenholz einschließen, die einer berühmten altsteinzeitlichen Statue nachgebildet ist. Es handelt sich um die erste bekannte anthropomorphe Statue, die als Mensch-Löwe gestaltet ist. Sie ist 32 cm klein und aus einem Mammutstoßzahn hergestellt.

## Ausstellungen
- Abraham Poincheval, Ausstellung im Palais de Tokyo, Paris (3. Februar – 8. Mai 2017)[3]

## Performances
Poincheval führte insbesondere folgende Performances durch:
2001
- Total Symbiose, zusammen mit Laurent Tixador, deutsch „Vollständige Symbiose“ (Îles du Frioul, Marseille)

2002
- Total Symbiose, zusammen mit Laurent Tixador (Galerie 40m3, Rennes)
- L’Inconnu des grands horizons, zusammen mit Laurent Tixador (FRAC Basse-Normandie, Caen)
- L’Inconnu des grands horizons, zusammen mit Laurent Tixador (Galerie de l’école des Beaux Arts de Metz, Metz)

2006
- Horizon moins vingt, zusammen mit Laurent Tixador (Galerie In Situ – Fabienne Leclerc, Paris)

2008
- La grande symbiose 2, zusammen mit Laurent Tixador (La station, Nizza)
- Arène, zusammen mit Laurent Tixador (Paris)
- Horizon moins vingt, zusammen mit Laurent Tixador (Murcia, Spanien)

2011/2012
- 2011–2012: Gyrovague, le voyge invisible (Dignes-les-Bains – Caraglio, Italien)
- 2012: 604800s (Labo HO galerie librairie, Marseille)

2014
- Dans la peau de l’ours, dt. „Im Fell des Bären“ (Musée de la Chasse et de la Nature, Paris)

2015
- La Vigie (La Rhétorique des Marées vol. 1, Esquibien)
- La Bouteille, dt. „Die Flasche“ (Plage Napoléon, Port-Saint-Louis-du-Rhône, Frankreich)

2016
- La vigie urbaine (Nuit Blanche 2016, Paris)
- La vigie urbaine (La Rhétorique des Marées vol. 2, La Criée, Rennes)
- La Bouteille (Villeurbanne, Arles, Villeneuve-lès-Avignon, Île de Miribel-Jonage, Andancette, Lausanne/Schweiz)

2017
- Pierre, dt. „Stein“ (Palais de Tokyo, Paris), 22. Februar – 1. März 2017[3]
- Œuf, dt. „Ei“ (Palais de Tokyo, Paris), geplant ab dem 29. März 2017 für 21 bis 26 Tage[3]

2018
- Le Chevalier errant, l’homme sans ici, Lieux Mouvants, Centre-Bretagne[16][17]

2019
- Walk on Clouds, Gabon[18]

## Werke
- mit Laurent Tixador: L’inconnu des grands horizons : journal de bord de Laurent Tixador. M. Baverey, Paris 2003. (Collection Antipodes.)
- mit Laurent Tixador: Horizon moins vingt. Isthme éd., Paris 2006.
- mit Dove Allouche, Simon Boudvin, Tacita Dean, Mathieu Kleyebe Abonnenc, Joachim Koester, Daniel Roth, Hans Schabus, Laurent Tixador: Expéditions. Galerie, Ville de Noisy-le-Sec, Noisy-le-Sec [2007].
- mit der Galerie Ho (Marseille): Collection Sec au toucher. Éditions P, [2012].
- L’épaisseur de la montagne. Éd. P, Marseille 2013, ISBN 978-2-917768-33-4, 151 S.